# Navires noirs

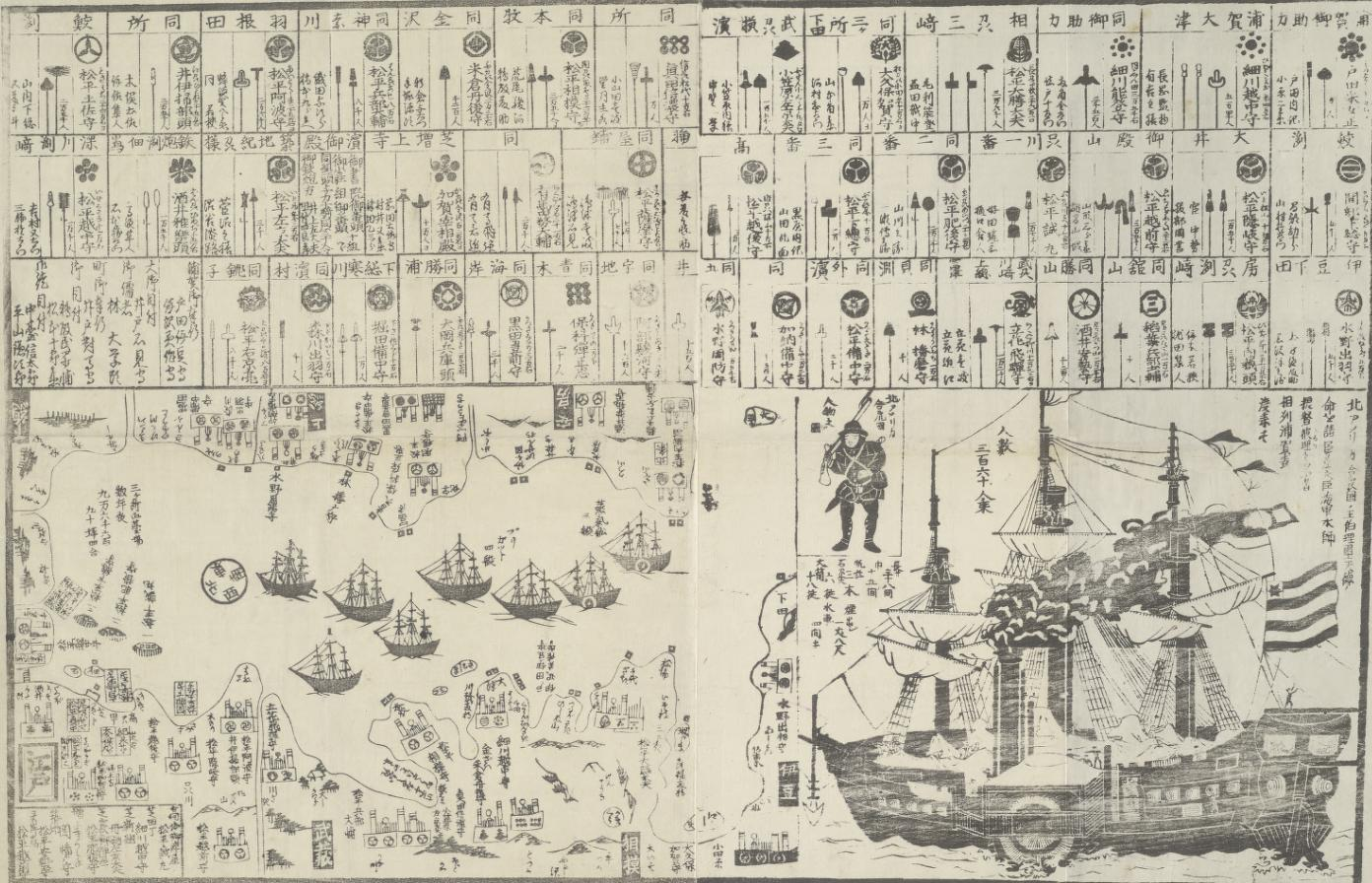
Représentation japonaise de 1854 des « navires noirs » de Matthew Perry.

Les navires noirs ou vaisseaux noirs (黒船, kurofune) est le nom donné par les Japonais aux navires de commerce européens apparus dès le XVIe siècle tels les caraques (nau), mais aussi spécifiquement aux bateaux à vapeur des États-Unis du XIXe siècle. Ce nom désigne d'ordinaire la flotte du commodore américain Matthew Perry, composée de quatre canonnières (le Mississippi, le Plymouth, le Saratoga et le Susquehanna), qui accosta au port d’Uraga le 8 juillet 1853. Cette force armée, utilisée comme menace, est l’un des facteurs déterminants ayant entraîné l’ouverture du Japon après sa fermeture au monde, avec pour seul point d'entrée commercial sur l'extérieur la ville de Nagasaki, pour les Néerlandais et les Chinois.

## Origine du terme

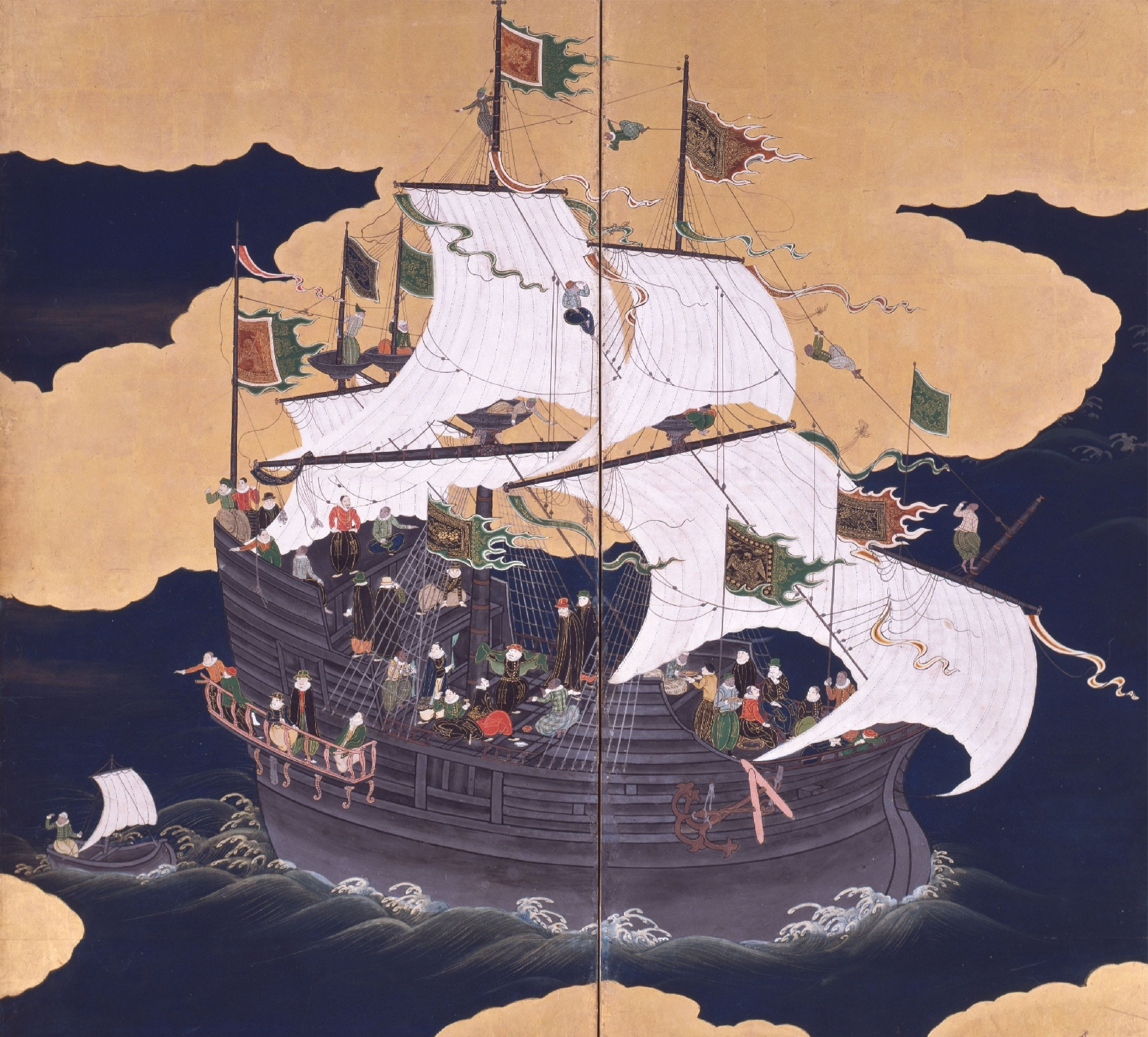
Un bateau de commerce vers 1600.

Le terme kurofune, signifiant « navires noirs », est mentionné dans le décret d'interdiction du christianisme promulgué par Toyotomi Hideyoshi en 1587 (Tenshô, 15). Ce terme est dès lors utilisé dans les documents concernant les relations extérieures. Le Bakufu d'Edo suit cet usage.
La couleur noire fait allusion à la coque des navires, badigeonnée de brai (du goudron de pin ou poix) de couleur noire. Telle était l'apparence des grandes caraques de 1 200 à 1 600 tonnes — appelées « nau do trato », « nau da prata » ou « nau da China » par les Portugais — qui avaient été engagées dans un commerce triangulaire avec la Chine et le Japon. Kurofune a fini par désigner tous les navires occidentaux.
Le nom est inscrit dans le Nippo Jisho, le premier dictionnaire occidental japonais, compilé en 1603.

## Diplomatie par la menace maritime
Désirant mettre fin à la politique isolationniste du sakoku (鎖国) en vigueur au Japon depuis l’époque d'Edo, le gouvernement américain charge en 1853 le commodore Matthew Perry de porter une lettre du président Millard Fillmore et de négocier un traité commercial avec le Japon. Le 8 juillet 1853, Perry aborde une première fois les côtes japonaises au large d’Uraga, dans la baie d’Edo avec une flotte composée de quatre bateaux,. Les représentants du shogun qu’il rencontre refusent cependant de porter son message et lui demandent de se rendre à Nagasaki, seul port nippon ouvert au commerce occidental à l’époque.
Perry refuse alors de quitter les lieux, et utilise la menace de la force pour contraindre à la négociation. Mettant en œuvre une stratégie relevant de la politique de la canonnière, il dispose sa flotte, armée de canons Paixhans, de manière à pouvoir viser la ville d’Uraga et les embarcations japonaises. Il complète cette manœuvre en envoyant, sous couvert de drapeau blanc, une lettre d’intimidation déclarant la victoire certaine des forces américaines si les Japonais choisissaient le combat. Cette démonstration de la puissance navale, technologique et militaire occidentale fait une impression telle que le 14 juillet 1853, les délégués nippons acceptent la requête de Matthew Perry. 
L’année suivante, en février 1854, Perry retourne au Japon avec deux fois plus de navires, escadre constituée cette fois d’autant de bâtiments européens (britanniques, français, néerlandais et russes) qu'américains, pour concrétiser les engagements japonais. Le 31 mars 1854, il signe avec le shogunat japonais la convention de Kanagawa qui autorise les navires américains à entrer dans les ports nippons et ouvre la porte à des relations diplomatiques pérennes. Cet épisode marque le début de l’ouverture (commerciale et culturelle) du Japon à l'Occident, qui se confirmera avec la signature du traité d'amitié et de commerce le 29 juillet 1858 et de documents similaires appelés traités inégaux, avec les autres puissances occidentales dans les années suivantes. Cet épisode est un des facteurs explicatifs du bakumatsu, la fin de la politique isolationniste.

## Réactions au Japon
Un kyōka (poème comique, semblable à un waka de cinq lignes) célèbre décrit la surprise et la confusion engendrées par l’arrivée de ces navires, :
| 泰平の       | Taihei no        |
| 眠りを覚ます | Nemuri o samasu  |
| 上喜撰       | Jōkisen          |
| たった四杯で | Tatta shihai de  |
| 夜も眠れず   | Yoru mo nemurezu |

Ce poème multiplie les jeux de mots (掛詞, kakekotoba, « mots pivots »). Taihei (泰平) signifie « tranquille », Jōkisen (上喜撰) est le nom d’un thé vert à forte teneur en caféine et shihai (四杯) signifie « quatre tasses ». Une traduction littérale du poème pourrait alors être :
Tiré
D’un sommeil paisible
Par le thé Jōkisen
Quatre tasses suffisent
Empêchent de fermer l’œil de la nuit
Mais la lecture des mots pivots permet d’entrevoir un sens second et donc une traduction alternative. Taihei (太平) peut renvoyer à l’« Océan Pacifique », jōkisen (蒸気船) signifie aussi « bateau à vapeur » et shihai peut vouloir dire « quatre vaisseaux ». Le poème prend alors une signification cachée :
Les bateaux à vapeur
Brisent le sommeil paisible
Du Pacifique
Quatre vaisseaux suffisent
Empêchent de fermer l’œil de la nuit
Les vaisseaux noirs ont aussi été popularisés par une série d’estampes largement diffusées.

## Postérité du terme
L’expression « navires noirs » est par la suite utilisée au Japon pour désigner une menace liée à la technologie occidentale.

## Commémorations
La mémoire de cet événement est annuellement rappelée la troisième semaine de mai à Shimoda, lors du « Kurofune Matsuri ». Ce festival consiste en une reconstitution historique costumée de la ville sous la période Edo, agrémentée d’une parade, d’une mise en scène comique de la signature du traité, d’une cérémonie de commémoration, d’un spectacle pyrotechnique et de joutes sportives.

## Autres inspirations
« Navires noirs » (Kurofune) est aussi le nom du premier opéra composé par Kosaku Yamada joué pour la première fois en 1940. Le livret raconte l’histoire de Tojin Okichi, une geisha prise dans l’effervescence du shogunat Tokugawa.